# Jacobiasca furcostylus
Jacobiasca furcostylus är en art av insekter som först beskrevs av Ramakrishnan och Menon 1972. Den ingår i släktet Jacobiasca och familjen dvärgstritar. Inga underarter finns listade i Catalogue of Life.